# جان ام. پالمر
جان ام. پالمر (به انگلیسی: John M. Palmer) سناتور سابق عضو حزب دموکرات ایالات متحده آمریکا بود. وی در سال ۱۸۹۱ تا ۱۸۹۷ میلادی سناتور ایالت ایلی‌نوی در سنای ایالات متحده آمریکا بود.